# Strumigenys adrasora
Strumigenys adrasora (лат.) — вид мелких земляных муравьёв из подсемейства Myrmicinae. Африка: Бурунди, Руанда, Танзания, Уганда.
Мелкие муравьи (около 2 мм) с сердцевидной головой, расширенной кзади. Проподеум угловатый с парой зубцов. Обладают длинными жвалами (длина головы HL 0,59—0,62 мм, ширина головы HW 0,44—0,47 мм, мандибулярный индекс MI 50—54). Головной дорзум с 6 отстоящими волосками. Включён в видовой комплекс S. faurei-complex.
Основная окраска коричневая. Мандибулы длинные, узкие (с несколькими зубцами). Стебелёк между грудкой и брюшком состоит из двух члеников: петиолюса и постпетиолюса (последний четко отделен от брюшка), жало развито, куколки голые (без кокона). Специализированные охотники на коллембол. Вид был впервые описан в 1983 году английским мирмекологом Барри Болтоном.